# Снегирёвское сельское поселение
Снегирёвское сельское поселение — муниципальное образование в составе Шумячского района Смоленской области России.
Административный центр — деревня Снегирёвка.
Образовано законом Смоленской области от 28 декабря 2004 года. Глава муниципального образования Снегирёвского сельского поселения — Тимофеев Виктор Александрович.

## Географические данные
- Общая площадь: 233 км²
- Расположение: центральная часть Шумячского района
- Граничит:
  - на востоке и юге — с Озёрным сельским поселением
  - на западе — с Руссковским сельским поселением
  - на северо-западе — с Хиславичским районом
  - на севере — с Первомайским сельским поселением
- По территории поселения проходит автомобильная дорога Шумячи — Борщёвка А141.
- Крупная река Остёр.

## Население
| 2011 | 2012 | 2013 | 2014 | 2015 | 2016 | 2017 |
| ---- | ---- | ---- | ---- | ---- | ---- | ---- |
| 832  | ↘801 | →801 | ↘791 | ↘763 | ↘752 | ↘741 |
| 2018 | 2019 | 2020 | 2021 |      |      |      |
| ↘714 | ↘701 | ↘660 | ↘641 |      |      |      |

## Населённые пункты
На территории поселения находятся 22 населённых пункта:
| №  | Населённый пункт | Тип     | Население |
| -- | ---------------- | ------- | --------- |
| 1  | Балахоновка      | деревня | 130       |
| 2  | Веремьев         | деревня | 0         |
| 3  | Глуменка         | деревня | 22        |
| 4  | Днесино          | деревня | 45        |
| 5  | Иванов Стан      | деревня | 8         |
| 6  | Иловня           | деревня | 8         |
| 7  | Ильинка          | деревня | 0         |
| 8  | Иоргиново        | деревня | 2         |
| 9  | Комиссаровка     | деревня | 13        |
| 10 | Малеевка         | деревня | 26        |
| 11 | Новое Заселье    | деревня | 64        |
| 12 | Ожеги            | деревня | 59        |
| 13 | Орловка          | деревня | 0         |
| 14 | Палом            | деревня | 0         |
| 15 | Петуховка        | деревня | 15        |
| 16 | Погуляевка       | деревня | 9         |
| 17 | Поповка          | деревня | 2         |
| 18 | Починичи         | деревня | 169       |
| 19 | Снегирёвка       | деревня | 250       |
| 20 | Старое Заселье   | деревня | 2         |
| 21 | Халиповка        | деревня | 7         |
| 22 | Яново            | деревня | 8         |